# Phenacovolva recurva
Phenacovolva recurva Phenacovolva là một loài ốc biển, là động vật thân mềm chân bụng sống ở biển thuộc họ Ovulidae.
Chúng hiện diện ở phía tây Thái Bình Dương từ Nhật Bản đến bắc New Zealand.